# みずがめ座ガンマ星
みずがめ座γ星（みずがめざガンマせい、gamma Aquarii; γ Aqr / γ Aquarii）は、みずがめ座の恒星で4等星。

## 概要
分光連星で、A型主系列星の主星の周りを伴星が0.4au離れて58日の周期で周っている。典型的なうしかい座ラムダ型星と思われていたが、後の観測結果からそうではないことが判明している。

## 名称
固有名のサダクビア (Sadachbia) は、アラビア語で「テントの幸運（の星）」を意味する سعد الأخبية（Saʿd al-Akhbiyah ないしは Saʿd al-Akhbiya, サアド・アル＝アフビヤ、実際の発音：サアドゥ・ル＝アフビヤ） に由来する。これは、γ星、π星、ζ星、η星で作られるアラビアの28の月宿の第25月宿の名前がγ星の名前とされたものである。
なお、この「テント」が何を意味していたのかは定かではないと紹介されていることが多いが、アラブ諸国のアラビア語辞典や文献では「سعد الأخبية（Saʿd al-Akhbiyah/Saʿd al-Akhbiya, サアド・アル＝アフビヤ）は3つの星々である」「サアド・アル＝アフビヤが出る時期になると地中から虫や爬虫類がはい出てくるようになるが、はい出た後の巣穴がテントのように見えるため」「3つの星々の並びがかまどを形作る3つの石に似ており、4つ目の星がそのかまどの下にあるように見えるため」といった説明が一般的である。
2016年8月21日、国際天文学連合の恒星の命名に関するワーキンググループ (Working Group on Star Names, WGSN) は、Sadachbia をγ星の固有名として正式に承認した。